# Christa Faust
Pour les articles homonymes, voir Faust.
Œuvres principales
- Money Shot
- L'Ange gardien

Christa Faust, née le 21 juin 1969 à New York, est une écrivaine américaine.

## Biographie
Christa Faust a grandi à New York où elle a travaillé dans les peep-show de Times Square et des deux côtés de la caméra dans l'industrie pornographique avant de se tourner vers l'écriture. Elle a aussi officié comme modèle fetish et professionnelle dominatrice.
Elle est la réalisatrice de Dita in Distress, un documentaire sur les premières années de Dita von Teese comme danseuse de burlesque.

## Œuvres

### Romans
- (en) Control Freak, 1998
- (en) Hoodtown, 2004
- (en) Triads, 2004Coécrit avec Poppy Z. Brite
- L'Ange du porno, Éditions Alphée, 2011 ((en) Money Shot, Dorchester Publishing (en), 2008), trad. Aurélie Tronchet, 213 p.  (ISBN 978-2753806610)Réédité dans une nouvelle traduction de Christophe Cuq sous le titre Money Shot, aux Éditions Gallmeister en 2016
- (en) Hunt Beyond the Frozen Fire, 2010
- L'Ange gardien, Gallmeister, 2018 ((en) Choke Hold, 2011), trad. Christophe Cuq, 240 p.  (ISBN 978-2351781203)
- (en) Butch Fatale, Dyke Dick: Double-D Double Cross, 2012

## Nominations
- Prix Anthony 2009 du meilleur livre de poche original pour Money Shot[4]
- Prix Barry 2009 du meilleur livre de poche original pour Money Shot[5]
- Prix Edgar-Allan-Poe 2009 du meilleur livre de poche original pour Money Shot[6]
- Prix Anthony 2012 du meilleur livre de poche original pour L'Ange gardien[4]